# البنك المركزي لدول غرب إفريقيا

الدول الملونة باللون الأخضر دول تتبع للمصرف المركزي لدول غرب إفريقيا

المصرف المركزي لدول غرب إفريقيا هو المصرف المركزي لدول غرب إفريقيا هو المصرف المركزي لثمانية دول غرب افريقيا، الدول التي تشكل المجموعة الاقتصادية والنقدية لغرب إفريقيا.
- بنين
- بوركينا فاسو
- غينيا بيساو
- ساحل العاج
- مالي
- النيجر
- السنغال
- توغو

يقع مقر المصرف الرئيسي في عاصمة السنغال داكار.
العملة الرسمية الذي ينتجها المصرف هي عملة فرنك غرب إفريقيا.